# City and County of Cardiff
Die City and County of Cardiff (walisisch: Dinas a Sir Caerdydd) ist eine Principal Area in Südwales, die fast vollständig aus der walisischen Hauptstadt Cardiff sowie einigen Dörfern im Umland besteht. Die Principal Area hatte beim Zensus 2011 346.090 Einwohner.

## Geographie
Die Principal Area liegt in Südwales an der Küste des Bristolkanals südwestlich von Newport und westlich von Bristol. Die gut 140 Quadratkilometer große Verwaltungseinheit besteht fast vollständig aus der Stadt Cardiff, umfasst aber auch insbesondere im Westen einige weitere Dörfer, die nicht zur Stadt im engeren Sinne gehören. Darunter zählt das durch sein Museum of Welsh Life bekannte St Fagans sowie Creigiau, Pentyrch, Gwaelod-Y-Garth und Tongwynlais. Die Principal Area grenzt im Südwesten an Vale of Glamorgan, im Nordwesten an Rhondda Cynon Taf, im Norden an Caerphilly und im Nordosten an die City of Newport.

## Geschichte
Bis zu einer Verwaltungsreform 1974 war Cardiff als County Borough Verwaltungssitz der Verwaltungsgrafschaft Glamorgan, dann wurde es als District Teil von South Glamorgan. Seit einer neuerlichen Verwaltungsreform 1996 ist  die City and County of Cardiff als Principal Area vollends eigenständig.